# کثرت
کثرت  (به انگلیسی: Multiplicity) در مقابل وحدت است. این دو لفظ متقابل و متضایف‌اند، زیرا هیچ‌یک از آنها را نمی‌توان بدون مقایسه با دیگری فهمید. معتقدان به وحدت وجود گویند موجودات جهان، چیزی جز احوال و اعراض جوهر واحد نیست. کثیر هم مقابل واحد و هم مقابل قلیل است و جزئی از چند اصطلاح فلسفی را تشکیل می‌دهد.
در مباحث مربوط به هستی‌شناسی، حق و خلق، حقیقتی واحدند که چنانچه جهت وحدت آن لحاظ شود، حق است و اگر به جنبهٔ کثرت آن توجه شود، خلق است؛ لکن جامع‌ترین نگاه به عالم هستی، ملاحظهٔ هر دو جهت وحدت و کثرت است.
یکی از مهم‌ترین استعاره‌هایی که ژیل دلوز برای تبیین فلسفه کثرت گرای خود به کار برده، واژه (ریزوم) است. ریزوم در زیست‌شناسی به ریشه‌های فرعی گیاه گفته می‌شود.[ریزوم‌ها در فاصله‌های میانی ریشه اصلی گیاه می‌رویند. برخلاف ریشه اصلی درخت که در یک جهت خاص سیر می‌کند، ریزوم‌ها در جهات گوناگون روانند. این استعاره به خوبی مفهوم دلوز را از مفاهیم کثرت، تفاوت و شدن نشان می‌دهد.
صوفیان ظواهر و صورت وجود را کثرت گویند، در برابر وحدت وجود حق تعالی که در همه ساری است.
مراد از کثرت تنوع و گوناگونی صور موجودات است که وجود واحدند.
همانطور که پدیدارهای آبی و موج و حباب و بخار و ابر و باران دریا را متکثر نمی سازد، کثرت موجودات هم به وحدت وجود حق تعالی که مبدأ وجود آنها است زیانی نمی‌رساند، و حق تعالی که واحد حقیقی است با ظهورش به صور موجودات گوناگون همچنان وحدتش را حفظ می‌فرماید، اگرچه به سبب احتجاب او به کثرت محجوبان از آن بی‌خبراند، و جز کثرت چیزی نمی‌بینند.